# 東大阪市立枚岡中学校
東大阪市枚岡中学校（ひがしおおさかしりつ ひらおかちゅうがっこう）は、大阪府東大阪市箱殿町にある公立中学校。

## 沿革
- 1948年10月26日 - 大阪府中河内郡学校組合立大東中学校として、現在地（当時の枚岡町）に開校。
- 1953年4月1日 - 大東第二中学校（現・東大阪市立石切中学校）を分離。
- 1955年1月25日 - 当時の町村が合併で枚岡市・河内市の2市に再編されたことに伴い、枚岡市河内市中学校組合立枚岡中学校に改称。
- 1958年9月1日 - 河内市立第三中学校（現・東大阪市立英田中学校）を分離。学校組合解消に伴い枚岡市立枚岡中学校に改称。
- 1967年2月1日 - 枚岡市が合併で東大阪市になったことに伴い、東大阪市立枚岡中学校に改称。

## 通学区域
- 東大阪市立枚岡東小学校と東大阪市立枚岡西小学校の通学区域。

## 交通
- 近鉄奈良線 枚岡駅から西へ約500m（徒歩約7分）。